# 由比ヶ浜
由比ヶ浜（ゆいがはま）は、神奈川県鎌倉市にある相模湾に面した砂浜海岸である。著名な海水浴場がある湘南の海として知られ、毎年夏になると多くの海水浴客でにぎわう。
本項は、鎌倉市鎌倉地域にある、行政上の町名である由比ガ浜（ゆいがはま）についても解説する。

## 地理
三浦半島の西端部に位置する。通常は滑川河口の西側の海岸とその周辺（由比ガ浜一丁目 - 四丁目付近）を由比ヶ浜、東側を「材木座海岸」と称している。

## 歴史

### 先史時代ー古代
西側の長谷地区側から海岸に沿って形成された海浜砂丘帯である。砂丘の上は弥生時代末頃から人類の生活の場として利用されており、集落跡（竪穴建物群）のほか、古代 - 中世に至る墓地が見つかっている（長谷小路周辺遺跡）。

### 中世
源義経の妻妾静御前が、源頼朝配下に捕われて鎌倉に送られた後、義経の男児を出生するが、男子が生まれた場合は殺すという頼朝の命により浜に遺棄されたと伝えられている。鎌倉時代には御家人同士の激戦地となることもあり、現在の御成町にあった問注所での裁判の結果の処刑場でもあった。有力御家人和田義盛もここで戦死したと伝えられ（和田合戦）、その霊を供養する和田塚が所在する。
戦乱の有無に関わらず中世に、由比ヶ浜砂丘は由比ガ浜南遺跡、由比ガ浜中世集団墓地遺跡など集団墓地として利用され、現在も工事に伴う発掘調査で当時の人骨が出土する場合がある。
元弘の乱の鎌倉の戦いにおいては、新田義貞が稲村ヶ崎を突破して浜に進攻、鎌倉幕府の滅亡を決定的にした。

### 近現代
1889年（明治22年）、横須賀線が開通したことにより、鎌倉に別荘が建設されるようになる。1902年（明治35年）には江ノ電も開業、大正時代に入ると路線バスも開通し、交通の利便性が高まる。
1915年（大正4年）7月15日には、海水浴場が町営となり、これに伴い由比ヶ浜も発展していく。1934年（昭和9年）には「鎌倉カーニバル」、戦後の1949年（昭和24年）には「鎌倉花火大会」もスタートし、鎌倉の街全体で夏とビーチを楽しむことが一般化し始める 。 
1952年（昭和27年）8月17日、神奈川県地区労働組合らが主催する第一回「海の平和祭」が由比ヶ浜海岸で開催された。恒例行事鎌倉カーニバルの最終日でもあったことから、混乱を恐れた警察は市内に検問所を設けるなどの厳重警戒体制を敷いた。会場では水中騎馬戦、コーラス、人形劇などのレクリエーションを行い、再軍備反対や朝鮮戦争への派遣反対などを訴えた。海の平和祭はその後も毎年夏に行われ、特に1950年代後半から60年代にかけ、原水爆禁止を求める国際的な運動の高まりもあり、毎年数千人から数万人が参加する盛大なイベントとなった。
1953年（昭和28年）8月9日、海岸に海上保安庁のヘリコプターが墜落して、乗員と海水浴客2人が死亡する出来事もあったが、国道134号線が開通したこともあり、海水浴客は毎年記録更新され、1964年（昭和39年）にはおよそ415万人を記録。自家用車、オートバイと移動手段も増え、多くの人が由比ガ浜を楽しむようになった。
2013年（平成25年）に鎌倉市が海水浴場の命名権を募集すると、「鳩サブレー」の豊島屋が10年契約で権利を得たが「親しんだ名を変えたくなかった」として名称変更を行わず従来の名称を維持している。
2018年（平成30年）8月5日にシロナガスクジラの死骸が打ち上げられた。体長10 メートルほどの本年生まれの子どもでオスと見られている。シロナガスクジラはアジアでは絶滅したとされ、本種が日本列島の海岸に打ち上げられて生物学的な調査が可能な事例は初めてで、調査のために国立科学博物館が引き取った。三浦半島は東日本では数少ない組織的な古式捕鯨が行われていた地域で、アシカ猟も盛んだったことから、由比ヶ浜も本来はクジラやイルカやニホンアシカや人間の生息地であったと推察される（「三浦半島#自然環境」を参照）。
2020年および2021年は、新型コロナウイルス感染症の拡大に伴い、海水浴場の開設が見送られた。2022年は3年ぶりに海水浴場が開設された。

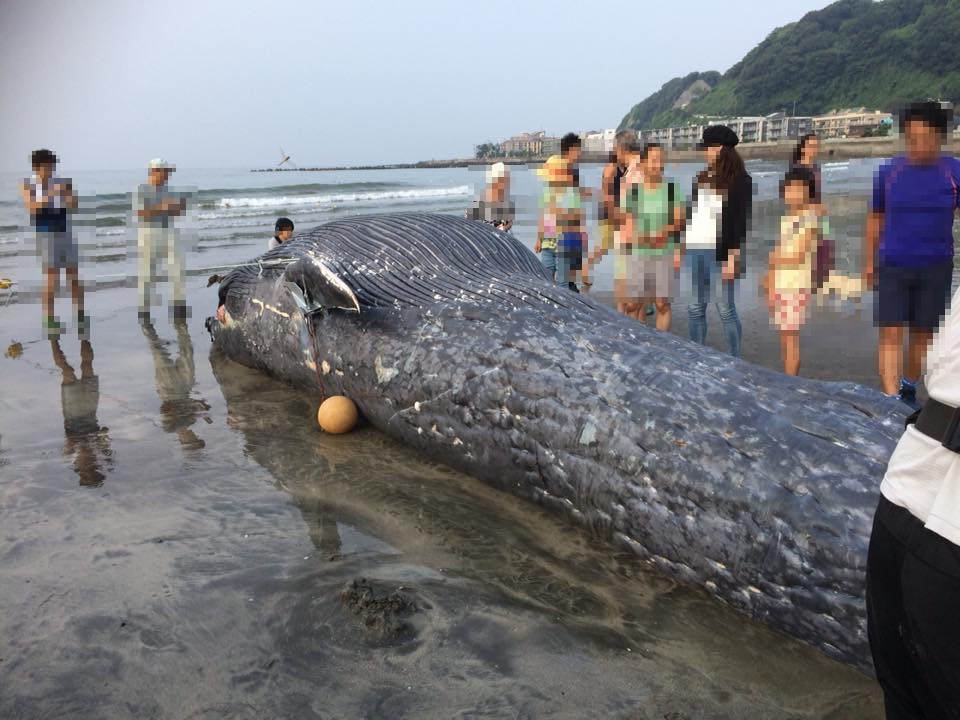
漂着したシロナガスクジラ（2018年8月6日撮影）
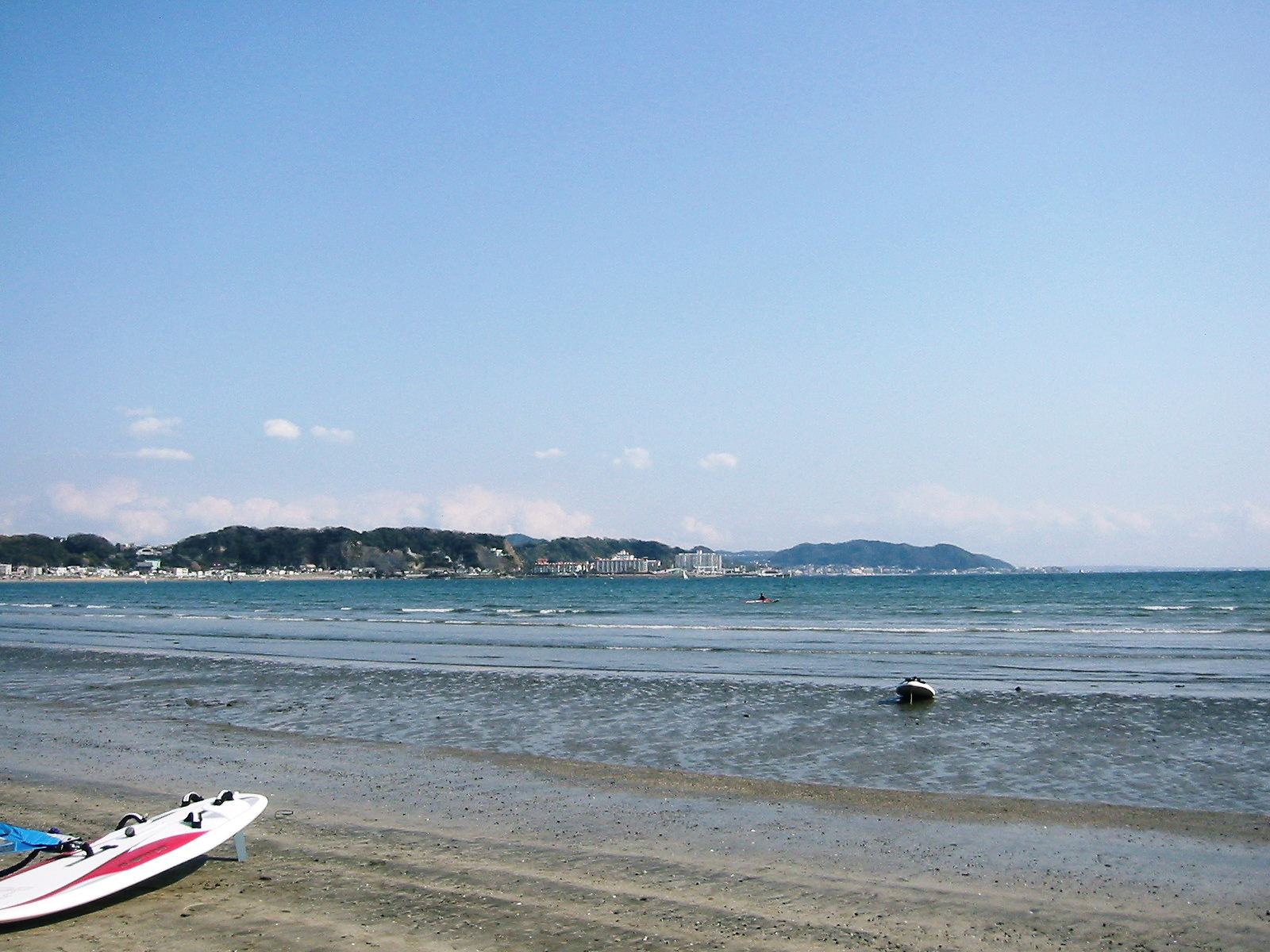
東南方向に逗子マリーナを望む
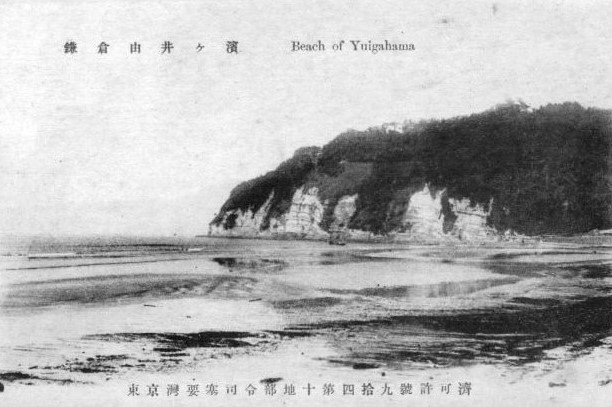
第二次世界大戦前の由比ヶ浜（表記は「由井ヶ濱」）。三浦半島は東京湾要塞の一部であり、海岸線を撮影した絵葉書の発行は要塞司令部の許可が必要であった。
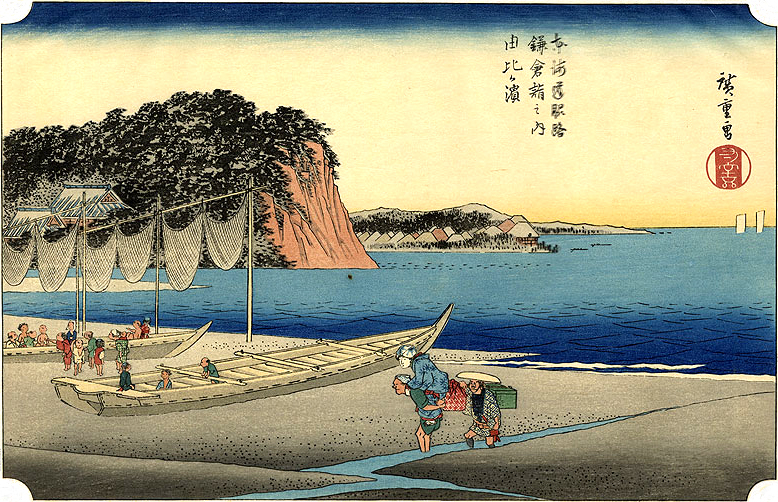
歌川広重『由比ヶ濱』（1834年頃）
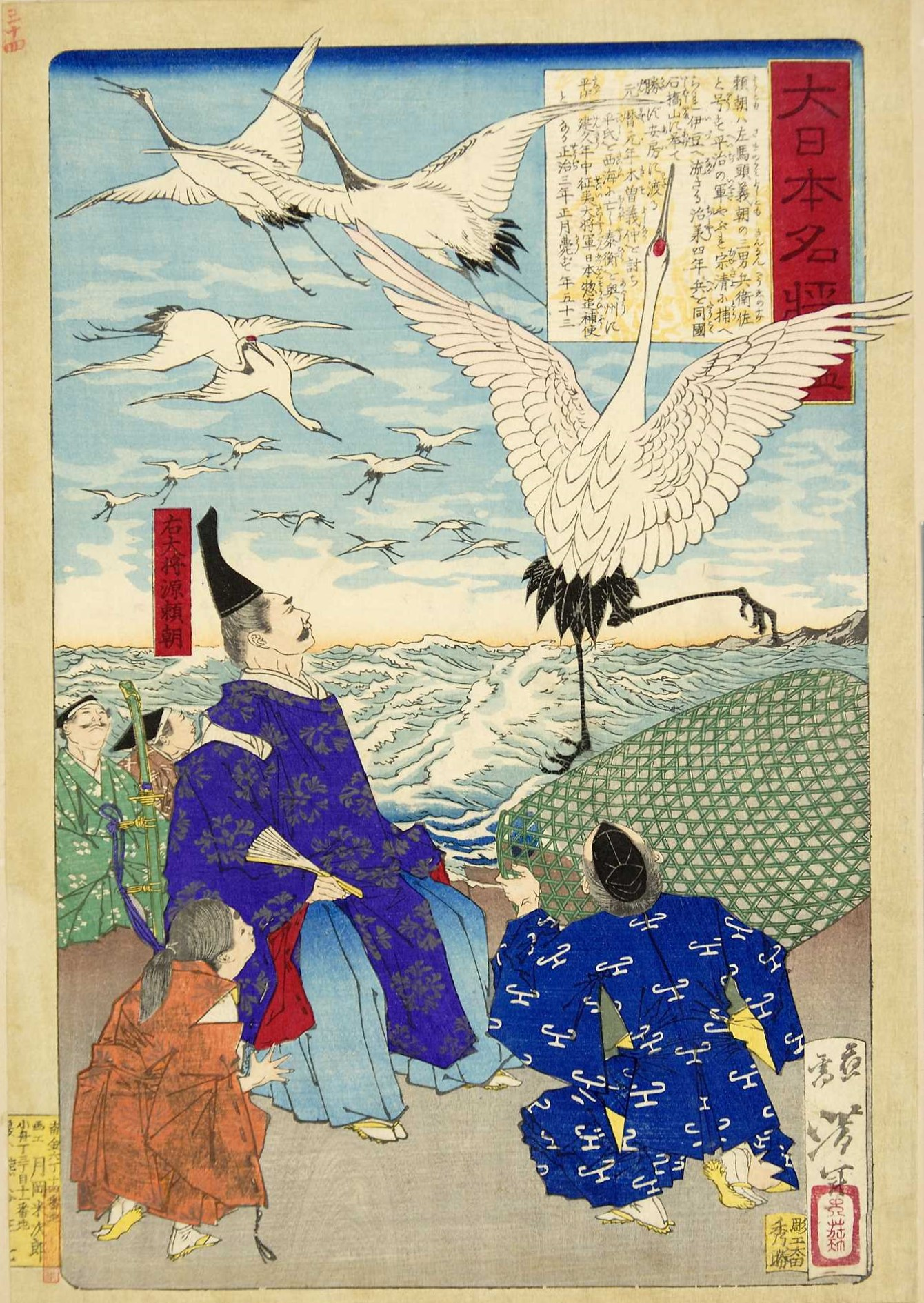
由比ヶ浜に千羽の鶴を放生した源頼朝を描いた絵（月岡芳年筆）

## 町名の由比ガ浜
由比ガ浜（ゆいがはま）は鎌倉市の鎌倉地域にある地名。現行の行政地名は由比ガ浜一丁目から四丁目。住居表示実施済み区域。

### 歴史
- 1964年（昭和39年）10月1日：住居表示実施に伴い、由比ガ浜二丁目 - 四丁目を設置。
- 1965年（昭和40年）2月1日：住居表示実施に伴い、由比ガ浜一丁目を設置。

高砂海浜住宅地
由比ガ浜二丁目には、松方正義が晩年暮らした4000坪の「鶴陽荘」があったが、没後に松方家の所有を離れ、1937年に2600坪が13区画に分割されて「高砂海浜住宅地」として分譲された。敷地内には、松方家の屋敷神であった高砂稲荷が現存する。

### 地価
住宅地の地価は、2023年（令和5年）1月1日時点の公示地価によれば、由比ガ浜2-24-8の地点で39万6000円/m2となっている。

### 世帯数と人口
2023年（令和5年）9月1日時点（鎌倉市発表）の世帯数と人口は以下の通りである。
| 丁目           | 世帯数    | 人口    |
| -------------- | --------- | ------- |
| 由比ガ浜一丁目 | 523世帯   | 1,000人 |
| 由比ガ浜二丁目 | 873世帯   | 1,768人 |
| 由比ガ浜三丁目 | 416世帯   | 859人   |
| 由比ガ浜四丁目 | 383世帯   | 882人   |
| 計             | 2,195世帯 | 4,509人 |

#### 人口の変遷
国勢調査による人口の推移。
| 年                 | 人口  |
| ------------------ | ----- |
| 1995年（平成7年）  | 3,989 |
| 2000年（平成12年） | 3,971 |
| 2005年（平成17年） | 4,163 |
| 2010年（平成22年） | 4,367 |
| 2015年（平成27年） | 4,611 |
| 2020年（令和2年）  | 4,563 |

#### 世帯数の変遷
国勢調査による世帯数の推移。
| 年                 | 世帯数 |
| ------------------ | ------ |
| 1995年（平成7年）  | 1,566  |
| 2000年（平成12年） | 1,634  |
| 2005年（平成17年） | 1,808  |
| 2010年（平成22年） | 1,957  |
| 2015年（平成27年） | 2,134  |
| 2020年（令和2年）  | 2,134  |

### 学区
市立小・中学校に通う場合、学区は以下の通りとなる（2017年7月時点）。
| 丁目           | 番地 | 小学校             | 中学校             |
| -------------- | ---- | ------------------ | ------------------ |
| 由比ガ浜一丁目 | 全域 | 鎌倉市立御成小学校 | 鎌倉市立御成中学校 |
| 由比ガ浜二丁目 | 全域 | 鎌倉市立第一小学校 | 鎌倉市立第一中学校 |
| 由比ガ浜三丁目 | 全域 | 鎌倉市立第一小学校 | 鎌倉市立第一中学校 |
| 由比ガ浜四丁目 | 全域 | 鎌倉市立第一小学校 | 鎌倉市立第一中学校 |

### 事業所
経済センサス調査による2021年（令和3年）時点の事業所数と従業員数は以下の通りである。
| 丁目           | 事業所数  | 従業員数 |
| -------------- | --------- | -------- |
| 由比ガ浜一丁目 | 86事業所  | 430人    |
| 由比ガ浜二丁目 | 125事業所 | 1,298人  |
| 由比ガ浜三丁目 | 88事業所  | 556人    |
| 由比ガ浜四丁目 | 33事業所  | 349人    |
| 計             | 332事業所 | 2,633人  |

#### 事業者数の変遷
経済センサスによる事業所数の推移。
| 年                 | 事業者数 |
| ------------------ | -------- |
| 2016年（平成28年） | 330      |
| 2021年（令和3年）  | 332      |

#### 従業員数の変遷
経済センサスによる従業員数の推移。
| 年                 | 従業員数 |
| ------------------ | -------- |
| 2016年（平成28年） | 2,061    |
| 2021年（令和3年）  | 2,633    |

### その他

#### 日本郵便
- 郵便番号：248-0014[26]（集配局は鎌倉郵便局[41]）。

## 交通
- 江ノ島電鉄線（江ノ電）：和田塚駅、由比ヶ浜駅

## 登場作品

### アニメ・漫画
- うた∽かた
- Cosmic Baton Girl コメットさん☆
- 疾風伝説 特攻の拓
- 侵略!イカ娘
- エルフェンリート
- 鎌倉ものがたり
- アサルトリリィ BOUQUET

### 音楽
- 小川コータ&とまそん『由比ヶ浜』（『海街電車』収録曲）
- 渡辺大地『由比ヶ浜』（『鎌倉高校前〜江ノ電から見える風景〜』収録曲）